# Cedro Abajo
Cedro Abajo es un barrio ubicado en el municipio de Naranjito en el estado libre asociado de Puerto Rico. En el Censo de 2010 tenía una población de 4627 habitantes y una densidad poblacional de 457,72 personas por km².

## Geografía

Barrio Cedro Abajo en Naranjito

Cedro Abajo se encuentra ubicado en las coordenadas 18°17′9″N 66°16′12″O / 18.28583, -66.27000. Según la Oficina del Censo de los Estados Unidos, Cedro Abajo tiene una superficie total de 10.11 km², de la cual 10.1 km² corresponden a tierra firme y (0.13%) 0.01 km² es agua.

## Demografía
Según el censo de 2010, había 4627 personas residiendo en Cedro Abajo. La densidad de población era de 457,72 hab./km². De los 4627 habitantes, Cedro Abajo estaba compuesto por el 85.45% blancos, el 5.4% eran afroamericanos, el 0.37% eran amerindios, el 0.02% eran asiáticos, el 4.69% eran de otras razas y el 4.06% pertenecían a dos o más razas. Del total de la población el 99.46% eran hispanos o latinos de cualquier raza.